# 야마하 YMF278

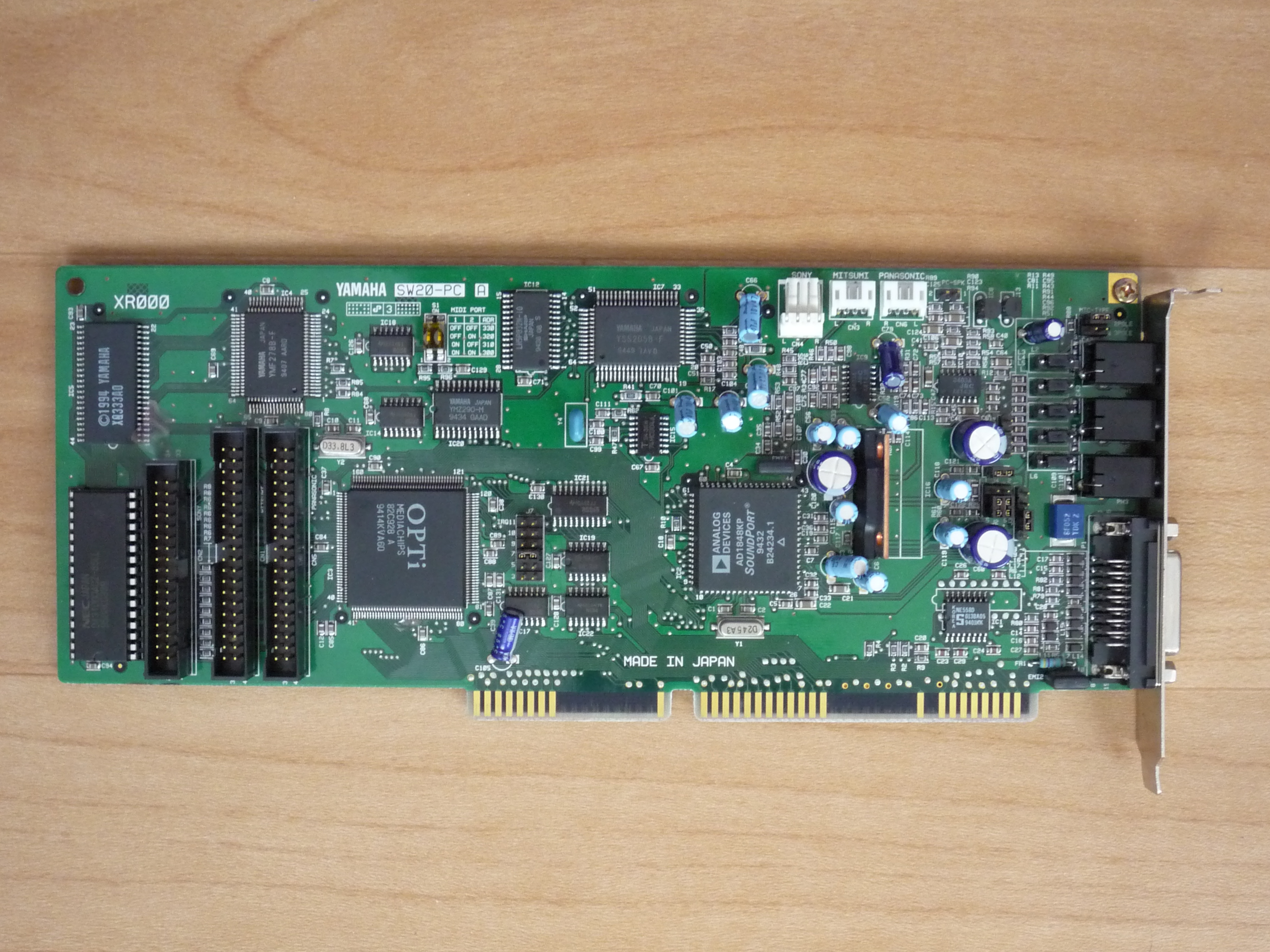
야마하 사운드 에지(Yamaha Sound Edge) SW20 PC 카드의 YMF278B(왼쪽 상단 근처)

OPL4(OPL은 FM Operator Type-L의 약어)라고도 알려진 야마하 YMF278B(Yamaha YMF278)는 야마하의 FM 합성과 샘플 기반 합성(흔히 "웨이브테이블 합성"으로 잘못 불림)을 모두 통합한 사운드 칩이다.

## 연결
ROM 웨이브 데이터 액세스를 위해 야마하 YRW801 2MB ROM 칩을 OPL4에 연결할 수 있다. 약 330개의 샘플을 보유하며 대부분 22.05kHz 12비트 샘플이며 일부 드럼은 44.1kHz이다. 일반 MIDI 표준(멜로디 128음, 타악기 47음)과 호환된다.
음향 효과의 경우 OPL4를 야마하 YSS225 효과 프로세서(EP)에 연결하여 다양한 음향 효과를 추가할 수 있다.
모든 이전 제품과 마찬가지로 OPL4는 디지털 I/O 형식으로 오디오를 출력하므로 외부 DAC 칩이 필요하다. 이를 위해 여기에는 야마하 YAC513 DAC 칩이 사용되었다.

## 같이 보기
- 야마하 OPL